# Brassia gireoudiana
Brassia gireoudiana (tên tiếng Anh là Gireoud's Brassia) là một loài phong lan.

## Hình ảnh

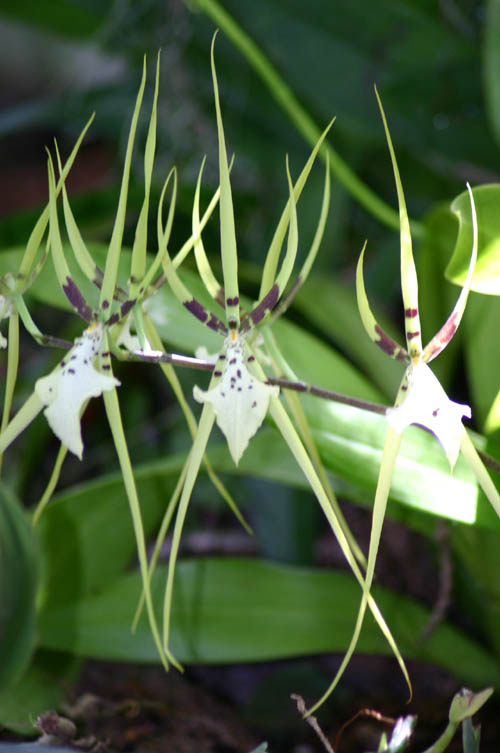
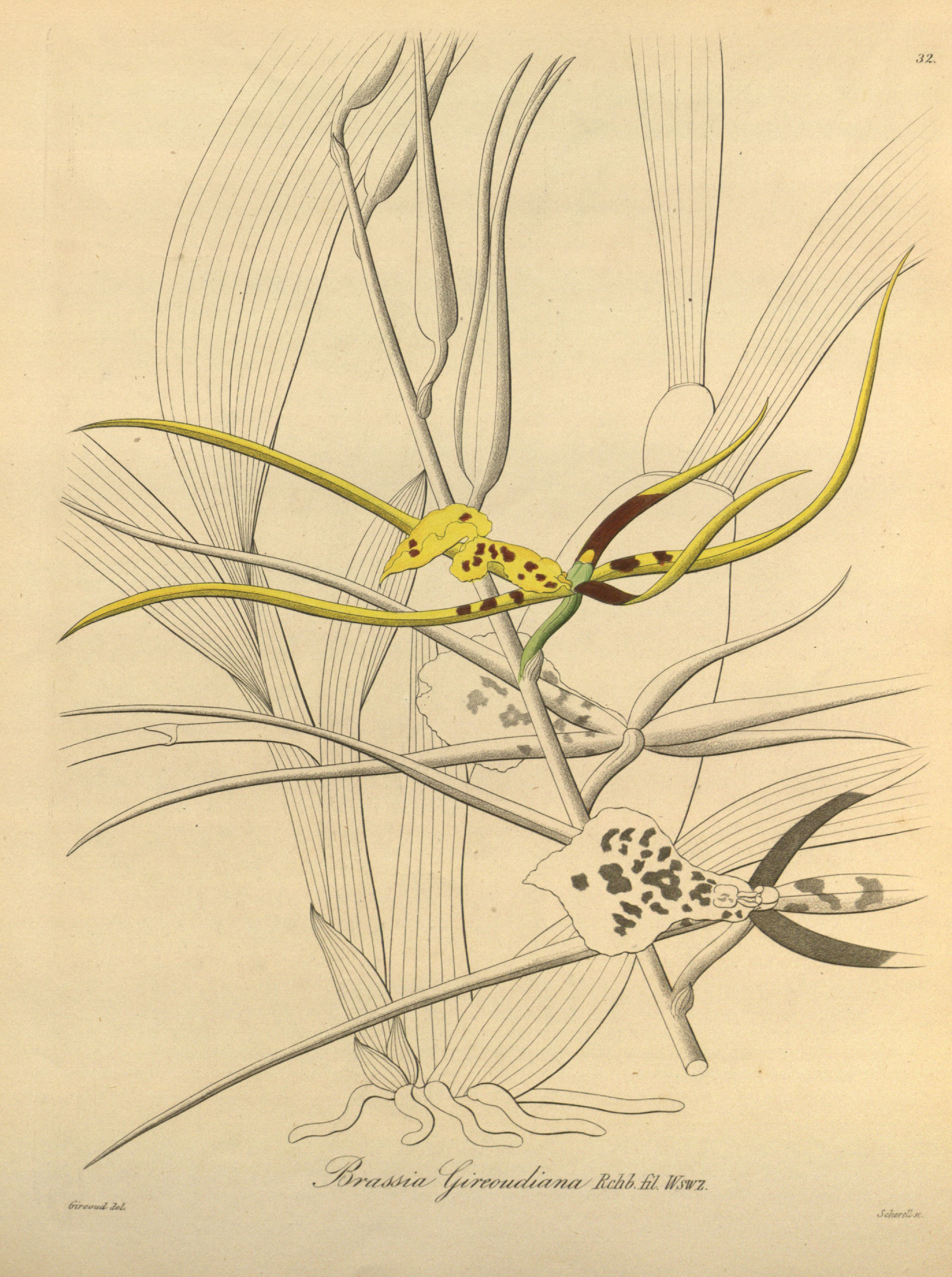
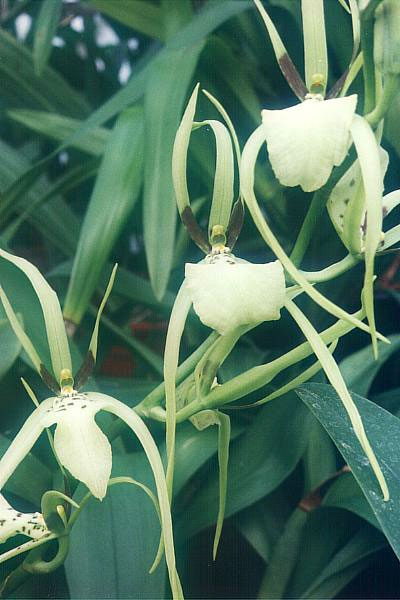